# 埃罗·萨里宁
埃罗·萨里宁（芬蘭語：Eero Saarinen，1910年8月20日—1961年9月1日），姓氏又译为沙里宁，是20世纪著名的芬兰裔美国建筑师和设计师，尤其擅长以项目的需要而灵活改变风格。

## 生平
萨里宁十三岁时，他的家庭移民到美国。他在密歇根州堪布鲁克艺术学院附近长大，他的父亲埃列爾·薩里寧亦在这所学校执教，且为这所学校设计了部分校舍。萨里宁曾跟随其父亲学习，并还研习了雕塑和家具设计。萨里宁与他的同学查尔斯·埃姆斯关系密切，与佛罗伦斯·诺尔也结为好友。之后他前往耶鲁大学学习建筑，并于1934年毕业。取得学位以后他周游欧洲与北非一年，然后回到芬兰生活了一年。接着他回到堪布鲁克，在他父亲手下工作，也在堪布鲁克执教。1940年，他加入美国国籍。1950年在他父亲去世后，他成立了他自己的建筑事务所。
1954年，他与他第一任妻子离婚，并与纽约时报的艺术评论员爱琳·伯恩斯坦结婚。婚后他的妻子为他的社会事务做了大量的工作。他们育有一子，以其好友和合作者查尔斯·埃姆斯之名取名为埃姆斯·萨里宁。

## 作品

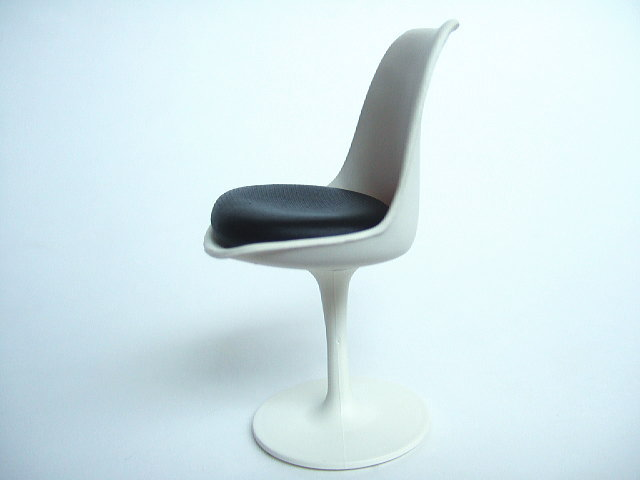
鬱金香椅，Knoll公司生產

萨里宁在其父亲手下工作时，就以在1940年的“家具有机设计”比赛中和查尔斯·埃姆斯合作设计的椅子获得第一名。他因此开始受到评论界的注意。这把椅子和他之后设计的许多其他椅子一样，被诺尔家具公司投入规模生产（此公司由萨里宁的朋友佛罗伦斯·诺尔与其夫汉斯·诺尔创办）。1948年萨里宁获得了杰佛逊国家纪念碑设计竞赛的第一名，并因此受到更大的关注。这一设计位于圣路易市，直到1960年才完成建设。有趣的是，这一奖项被误送给其父亲（当时较其更为著名）。
他的第一项主要作品，是和他父亲共同开始设计的，位于密西根州沃伦的通用汽车科技中心。这一设计颇具路德维希·密斯·凡·德罗的理性主义风格，主要使用了钢铁和玻璃，但是同时又添加了具有个人风味的蓝色平面。因为这一成功的设计，萨里宁受到了许多著名的美国公司设计其公司总部的邀请，其中包括了：约翰迪尔、IBM和CBS（哥伦比亚广播公司）。虽然其设计多为理性主义风格，内部却多有夸张的楼梯，家具的设计。1950年代他开始接受更多来自美国高等院校的校园规划和单独建筑的设计，这包括了瓦薩學院的诺埃宿舍、耶鲁大学的英格斯冰场、摩爾斯學院和以斯拉·斯泰爾斯學院。他最著名的设计，则是纽约肯尼迪机场的第五航站楼（时称环航飞行中心主体部分现改建为酒店）。
他曾为悉尼歌剧院的设计评审团成员，并在最终选定约恩·乌松著名设计的过程中起了重要作用。
“埃罗·萨里宁及合伙人建筑事务所”是他的建筑公司，他从1950年直到1961年去世一直是该公司的主要合伙人。这所公司开始时位于密歇根州的布盧姆菲爾德希斯，之后迁至康乃狄克州的哈姆登。在萨里宁的主持下，这家公司承担了许多重要项目的设计，包括密苏里州圣路易市的杰佛逊国家纪念碑、纽约市肯尼迪机场的TWA航站楼和华盛顿特区的杜勒斯国际机场。
萨里宁51岁时在接受脑瘤手术时去世。他的合伙人凱文·洛奇和 John Dinkeloo 完成了他未完成的设计，包括著名的聖路易斯拱門。

## 作品列表

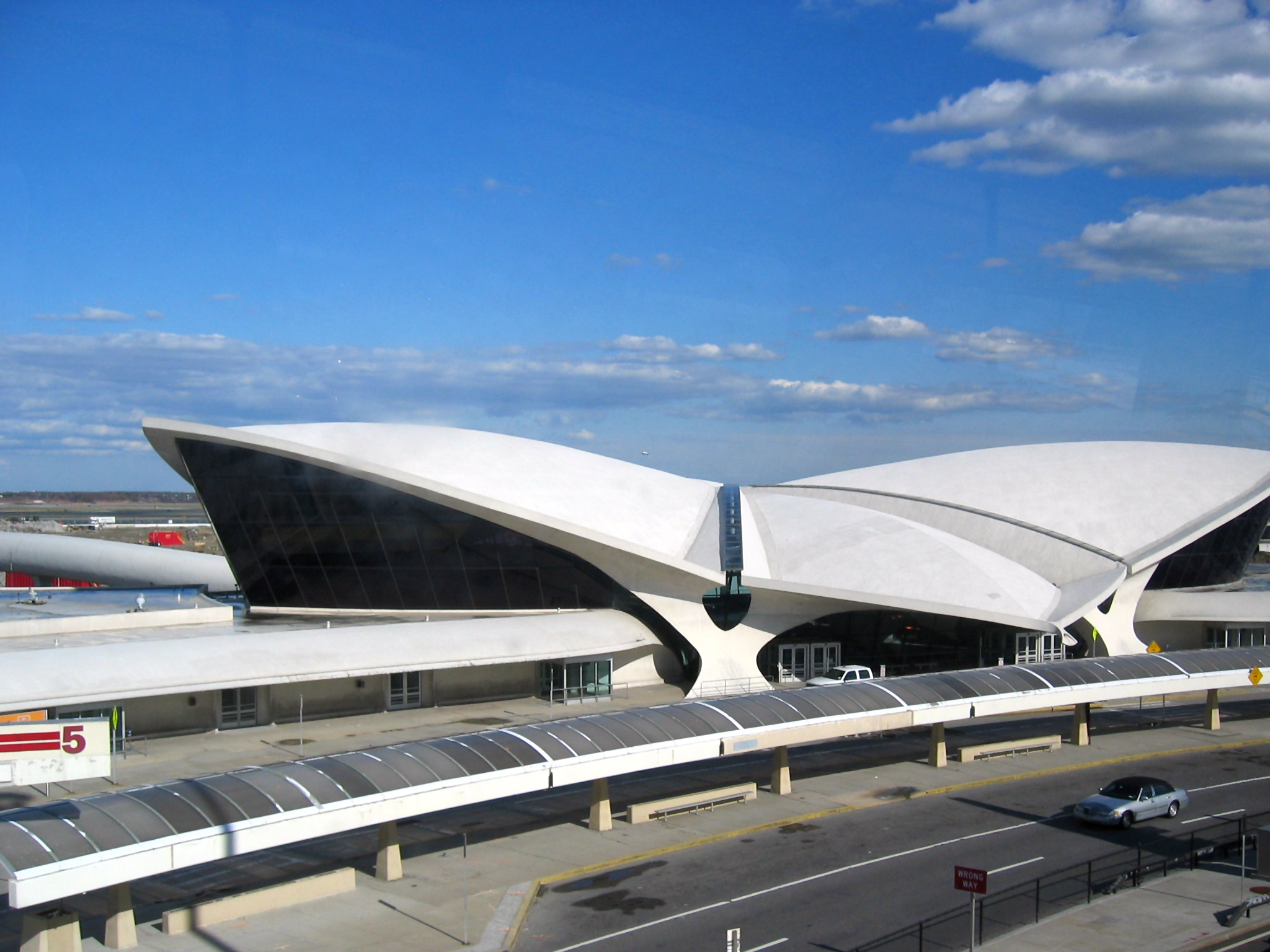
甘迺迪國際機場的TWA飛行中心

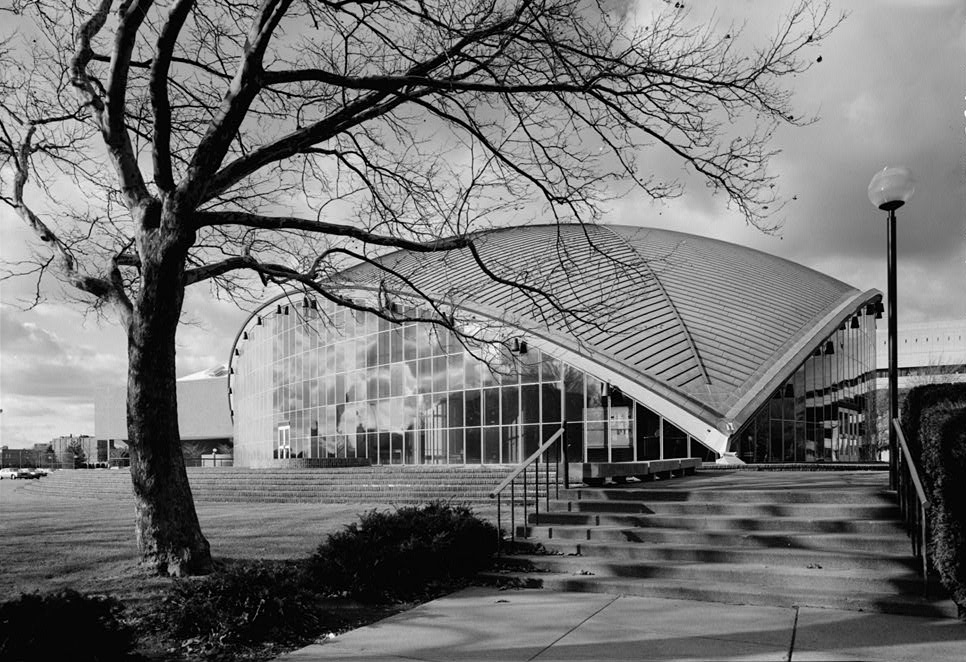
美國麻省劍橋麻省理工學院校園的Kresge Auditorium（1953）

- 與亚尔·埃克伦德（芬蘭語：Jarl Eklund）一起改建赫爾辛基的瑞典语剧院
- Concordia Senior College（英语：Concordia Senior College）校園，現在的韋恩堡Concordia Theological Seminary（英语：Concordia Theological Seminary）
- 美國印第安納州哥倫布的the Miller House
- 倫敦美國駐英國大使館
- 美國甘迺迪國際機場的TWA飛行中心
- 美國華盛頓杜勒斯國際機場
- 麻省理工學院Kresge Auditorium（英语：Kresge Auditorium）及小教堂
- 美國新澤西州霍姆德爾鎮區的貝爾實驗室（Bell Labs）
- 紐約CBS大廈
- 紐約林肯中心Vivian Beaumont Theater（英语：Vivian Beaumont Theater）
- 美國沃倫通用汽車技術中心

## 引用
- Antonio Román, Eero Saarinen: An Architecture of Multiplicity (2006).
- Pierluigi Serraino, Eero Saarinen,: A Structural Expressionist (2005).
- Jayne Merkel, Eero Saarinen (2006).
- Eeva-Liisa Pelkonen and Donald Albrecht (eds), Eero Saarinen. Shaping the Future (2006)